# Rourea omissa
Rourea omissa là một loài thực vật có hoa trong họ Connaraceae. Loài này được Enrique Forero miêu tả khoa học đầu tiên năm 1976.

## Phân bố
Loài này có tại Peru.